# MrBeast
James Stephen "Jimmy" Donaldson (født 7. maj 1998), bedre kendt som MrBeast, er en amerikansk YouTuber, influencer og filantrop. Han har over 409 millioner abonnenter på YouTube.

## Karriere
Donaldson er kendt for sine "opmærksomhedsskabende stunts". Mange af videoerne er sponsoreret. Derudover er Donaldson også kendt for at donere store beløb til mere eller mindre tilfældige mennesker, som han finder ifm. indspilningen af hans videoer. I et interview med YouTuberen Keemstar sagde han at han lider af Chrons sygdom.
Den 10. november, 2020 åbnede den første Fast Food kæde med navnet "Mrbeast Burger" i Wilson, North Carolina. Den 19 december, 2020 uploadede Mrbeast en video hvor han fortæller at han havde åbnet yderligere 300 virtuelle Mrbeast Burger restauranter i USA. Mrbeast Burger blev hurtigt populært efter at det blev annonceret, og ramte #1 trending på Youtube, og ramte toppen på Apple App Store & Google Play Store